# Port lotniczy Zacatecas
Port lotniczy Zacatecas (IATA: ZCL, ICAO: MMZC) – port lotniczy położony w Zacatecas, w stanie Zacatecas, w Meksyku.